# Dalmau van Cartellà
Dalmau van Cartellà is een Catalaanse benedictijn. Hij was abt van de abdij van Santa Maria in Ripoll. Hij werd op 22 juli 1422 verkozen als de zestiende president van de Generalitat van Catalonië, als opvolger van Joan Desgarrigues. Tijdens zijn mandaat hebben de Staten Generaal van Catalonië zowel de interne als de overzeese textielhandel ontwikkeld.

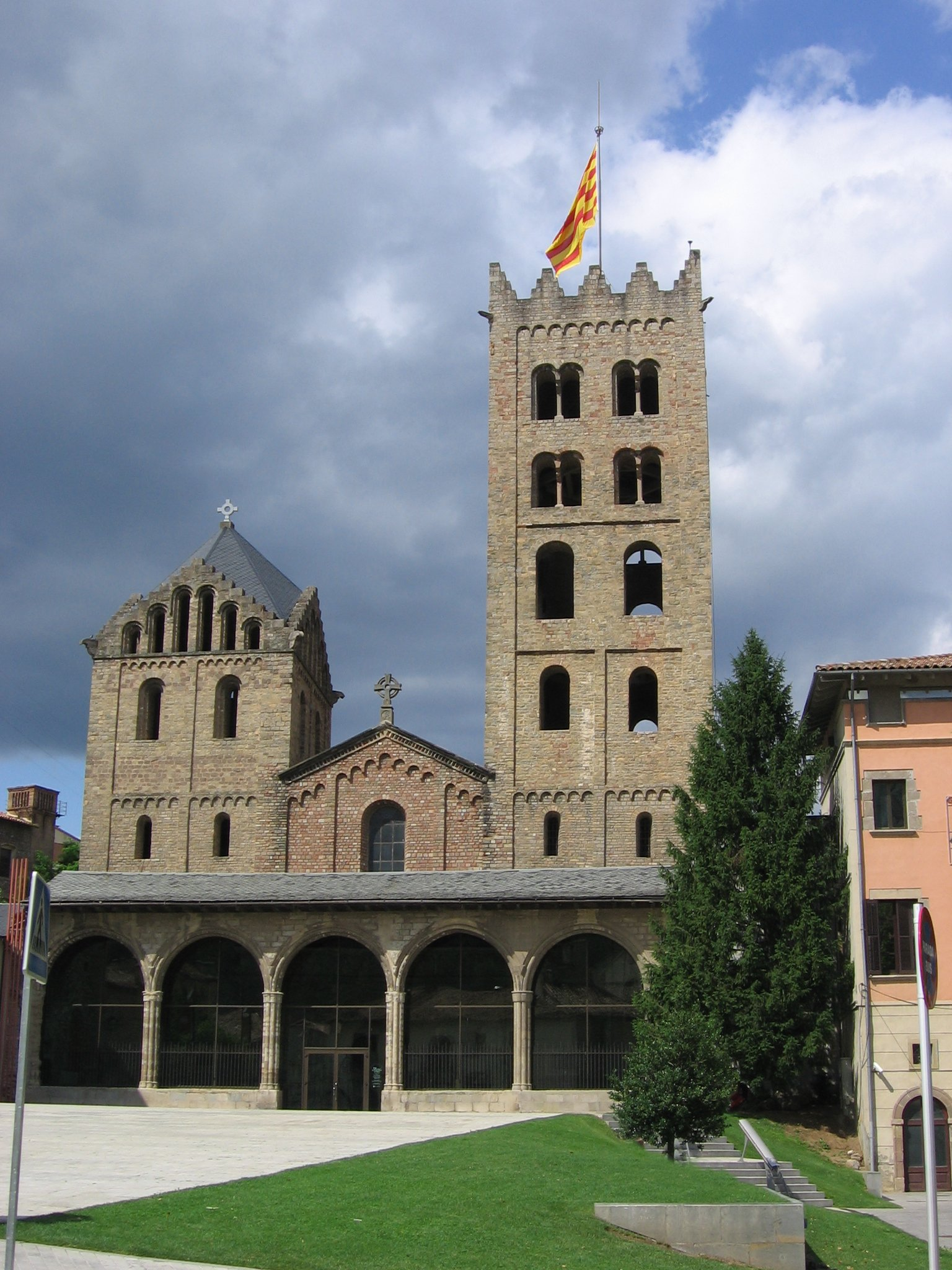
Abdij van Ripoll

Hij was afkomstig uit een notoire adellijke familie uit de streek van Girona die resideerde op het kasteel van Cartellà waar hij vermoedelijk ook geboren werd. Zijn vader was Pieter Galceraan II  van Cartellà en zijn moeder Blanca Despou, dame van de baronie Rocacorba en Sala de Sant Martí. Heden ten dage is Cartellà een dorp in de gemeente Sant Gregori. Aangezien zijn oudste broer, Pieter Galceraan III het familiepatrimonium erfde, is hij zoals het toen gebruikelijk was, ingetreden in de kloosterorde van de benedictijnen in de abdij van Amer waar hij in 1403 tot abt verkozen werd. In 1409 werd hij abt in het Klooster van Sant Cugat,  tot hij amper een jaar later door de monniken van Ripoll als abt van de prestigieuze abdij van Ripoll verkozen werd.
Hij is abt in een bewogen periode, wegens de discussies over het Westers Schisma onder paus Benedictus XIII en de meningsverschillen over bezittingen met de priorij van Montserrat, die zich tot zelfstandige abdij ontwikkeld had. Een tijdlang heeft hij gedacht aan ontslag om gezondheidsredenen, maar zijn ordebroeders lieten hem niet gaan. In 1428, na een hevige aardbeving, wacht hem de taak het totaal verwoest klooster weder op te bouwen. De kosten van de wederopbouw kon hij betalen met een vergeten goudschat, die de aardbeving blootgelegd had. Iets wat in die tijd als een mirakel van de Moeder Gods beschouwd werd. Meer dan het mirakel, hebben vooral de substantiële financiële bijdagren van Montserrat en andere lenen tot het bekostigen van de werderopbouw bijgedragen. De resten van de romaanse kerk werden in gotische stijl wederopgebouwd. 